# 나윤권
나윤권(본명: 황윤권, 1984년 5월 14일 ~ )은 대한민국의 가수이다. 2004년 《중독》으로 데뷔했다. 2001년 인티즌에서 주최한 오디션을 통해 작곡가 김형석이 발굴하였다. 2012년 9월 6일에 입대하여 공익근무요원으로 복무를 마치고 2014년 9월에 소집 해제됐다.

## 음반

### 정규 앨범
- 정규 앨범 1집  《중독》(2004년 9월 9일)
  1. 약한 남자
  2. 중독
  3. Busy Lady
  4. 멈칫하던 순간
  5. 두 걸음 걸어요
  6. 어떡하죠
  7. 36.5˚C
  8. 동감
  9. My Girl
  10. Low Battery
  11. 남자가 여자를 사랑할 때
  12. Listen
  13. 내가 될 그날까지
  14. 나였으면

- 정규 앨범 2집  《뒷모습[後]》(2007년 9월 13일)
  1. 바람이 하는 말
  2. 뒷모습
  3. 행운
  4. 아무것도 아닌 것도. .
  5. Bellucia
  6. 그댄 아니잖아요
  7. It's allright
  8. 佳人(가인)
  9. 키 작은 사랑(Always)
  10. 지워.. 미워.. 잊어
  11. 우리에게 일어날 수 있는 일
  12. 뒷모습(Instrumental)

### 미니 앨범
- 미니 앨범 1집  《기대》(2005년 10월 27일)
  1. 기대
  2. 우리에게 일어날 수 있는 일
  3. Post It
  4. 슬픈 월

- 미니 앨범 2집  《마주치다》(2009년 5월 12일)
  1. 낡은 편지
  2. 미행
  3. 커피한잔의 여유
  4. 심장소리
  5. 미행 (Inst Ver.)

### 싱글 앨범
- 싱글 앨범 1집  `사랑이 싫어요 (Digital Single)` (2008년 2월 21일)
  1. 사랑이 싫어요

- 싱글 앨범 2집 `창문을 열어놓고 (All Star 2집 Vol.2)` (2008년 2월 28일)
  1. 창문을 열어놓고
  2. 창문을 열어놓고 (Inst.)

- 싱글 앨범 3집 Let It Snow (Digital Single) (2009년 12월 7일)
  1. Let It Snow (Feat. 하주연)
  2. Let It Snow (Inst.)

- 싱글 앨범 4집 `아빠가 여자를 좋아해` (2010년 1월 6일)
  1. 사랑을 잊다

- 싱글 앨범 5집 `첫사랑이죠` (2010년 1월 12일)
  1. 첫사랑이죠
  2. 첫사랑이죠 (MR.)

- 싱글 앨범 6집 Close To You (2010년 5월 13일)
  1. Close To You
  2. Let It Snow (Feat. 하주연)

- 싱글 앨범 7집 `바람이 좋은 날` (2010년 6월 18일)
  1. 바람이 좋은 날

- 싱글 앨범 8집 `김형석 with 나윤권` (2010년 12월 16일)
  1. 그날 이후로
  2. 그 날 이후로

- 싱글 앨범 9집 `마이더스 PART.3 (SBS 월화드라마)` (2011년 3월 2일)
  1. She Will Dance

- 싱글 앨범 10집 `그대가 있어 웃는다` (2011년 3월 3일)
  1. 그대가 있어 웃는다

- 싱글 앨범 11집 `나는 작사가다 Season 02 'CHU! POP! CHU!` (2011년 9월 22일)
  1. CHU! POP! CHU!

- 싱글 앨범 12집 `..더라면 (나윤권&잔디 With You ProJect)` (2011년 10월 21일)
  1. ..더라면
  2. ..더라면 (Inst.)

- 싱글 앨범 13집 `총각네 야채가게 Part.2 (채널A 수목드라마)` (2012년 1월 12일)
  1. 전부이니까

- 싱글 앨범 14집 `겁이 나서` (2012년 2월 7일)
  1. 겁이나서

- 싱글 앨범 15집 `사랑비 First Single (KBS 2TV 월화드라마)` (2012년 3월 27일)
  1. 사랑은 비처럼
  2. 사랑은 비처럼 (MR)

- 싱글 앨범 16집 `아름다워` (2012년 4월 5일)
  1. 세상에서 가장 슬픈 말
  2. 아름다워

- 싱글 앨범 17집 `MBC뮤직 'MM Choice' Part.1` (2012년 6월 13일)
  1. 처음 그 날처럼
  2. 처음 그 날처럼 (Inst.)

## 가수 외 활동

### 예능
- 2005년 KBS1 《가족오락관》
- 2015년 MBC 《나는 가수다 3》 - 보보의 '늦은 후회', 백지영의 '잊지 말아요', 나윤권의 '나였으면', 성시경의 '희재', 조성모의 '아시나요', 유재하의 '사랑했기 때문에'
- 2015년 MBC 《미스터리 음악쇼 복면가왕》 - 킬리만자로의 표범, 내 노래가 여자를 울려 (생방)
- 2017년 tvN 《버저비터》
- 2021년 MBC 《미스터리 음악쇼 복면가왕》 - 요즘 누가 눈사람 만들고 놀아? 대세는 눈오리